# Eurajoki
Eurajoki (in svedese Euraåminne) era un comune finlandese di 9211 abitanti, situato nella regione del Satakunta.
All'inizio del 2017 si è fuso con il comune di Luvia.

## Storia

### Simboli

Stemma di Eurajoki in uso fino al 2016

Dal 1950 al 2016 il comune di Eurajoki portava uno stemma d'oro, alla fascia abbassata merlata di rosso, ondata in basso, murata di nero, da cui nasce un gambero di nero, tenente con le chele una lampreda d'azzurro.